# Landkreis Jerichower Land
Der Landkreis Jerichower Land ist ein Landkreis im Nordosten des Landes Sachsen-Anhalt.

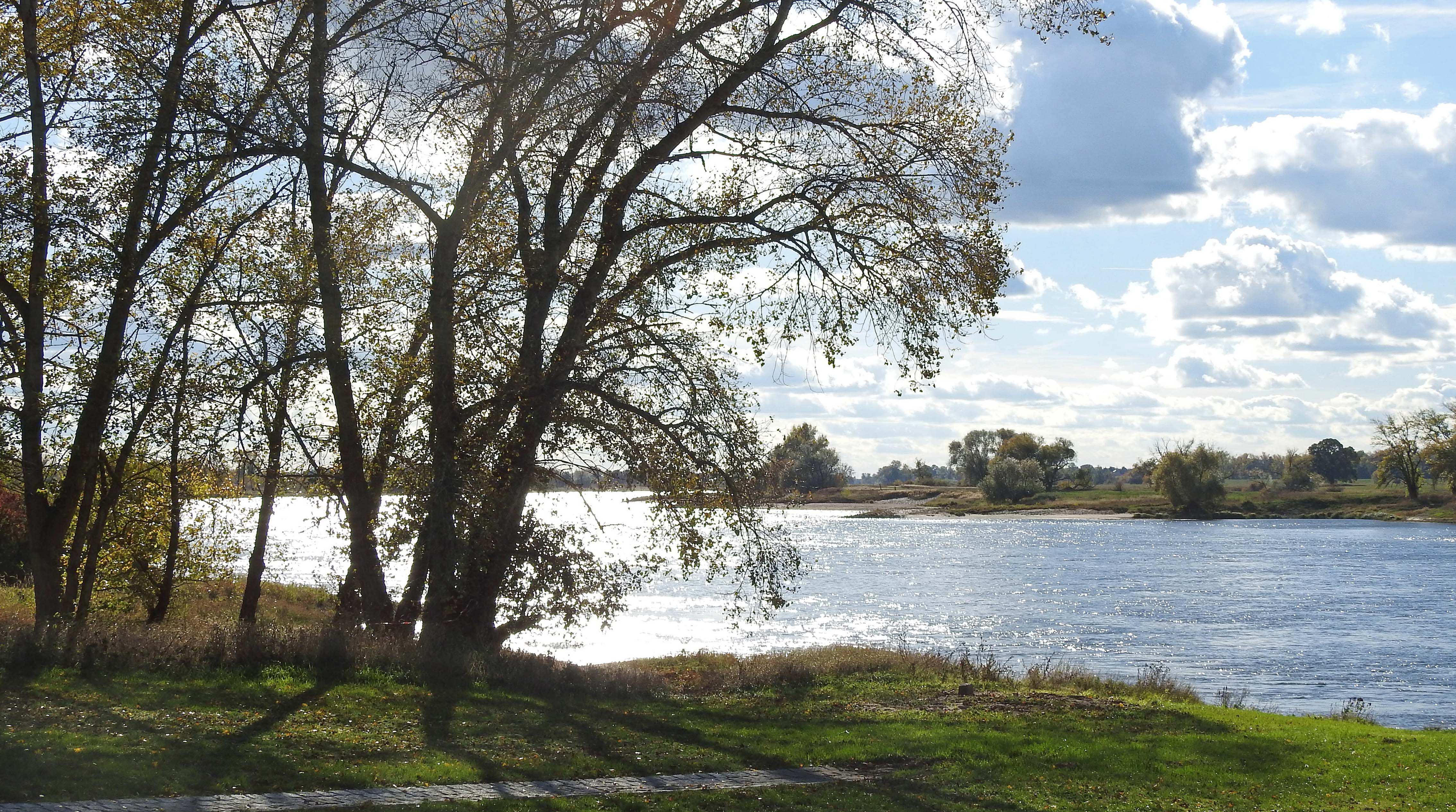
Elbe bei Ferchland

## Geographie
Die wichtigsten Gewässer im Landkreis Jerichower Land sind – neben der Elbe – der Elbe-Havel-Kanal, der Mittellandkanal, die Ehle, die Nuthe, die Ihle und der Tucheim-Parchener Bach. Der Landkreis hat Anteile an den eiszeitlich gebildeten Hochflächen Fläming und Karower Platte. Die höchste Erhebung ist mit 127 m ü. NHN der Jerusalemberg.
Bis zum Inkrafttreten eines Staatsvertrags über die Änderung der gemeinsamen Landesgrenze zwischen Sachsen-Anhalt und Brandenburg im Oktober 2024 lagen fünf kleine Enklaven, die zu den brandenburgischen Gemeinden Buckautal und Ziesar im Landkreis Potsdam-Mittelmark gehörten, im Stadtgebiet Möckerns, und umgekehrt gab es eine Exklave, die zu Möckern gehörte, in Ziesars Stadtgebiet.
Nachbarkreise
Nachbarkreise sind im Nordwesten und Norden der Landkreis Stendal, im Nordosten der brandenburgische Landkreis Havelland, im Osten der ebenfalls brandenburgische Landkreis Potsdam-Mittelmark, im Süden der Landkreis Anhalt-Bitterfeld, im Südwesten der Salzlandkreis und die kreisfreie Stadt Magdeburg sowie im Westen der Landkreis Börde.

## Geschichte
Der Landkreis entstand zunächst 1994 durch die Vereinigung der Kreise Burg und Genthin sowie der Gemeinde Mangelsdorf des Kreises Havelberg. Er führte die Tradition der alten preußischen Landkreise Jerichow I und Jerichow II fort. Als Kreisstadt setzte sich in einer Volksabstimmung Burg gegen Genthin durch.
Bei der Kreisreform Sachsen-Anhalt 2007 wurde dieser Landkreis aufgelöst und ein neuer, größerer Landkreis mit gleichem Namen gebildet. Der Süden des neuen Landkreises besteht aus Gemeinden, die zuvor zum Landkreis Anhalt-Zerbst gehörten, früher aber bereits dem alten Landkreis Jerichow I angehört hatten.

## Bevölkerung
| Jahr | Einwohner |
| ---- | --------- |
| 2007 | 99.693    |
| 2010 | 96.251    |
| 2015 | 91.693    |
| 2020 | 89.403    |
| 2021 | 89.118    |
| 2022 | 90.256    |
| 2023 | 89.914    |

Stand: 31. Dezember des jeweiligen Jahres

## Politik

### Kreistag
Aus dem rechts dargestellten Ergebnis der Kreistagswahl vom 09. Juni 2024 ergab sich folgende Sitzverteilung für den Kreistag:
- Linke: 3
- SPD: 6
- Grüne: 1
- FDP: 2
- FWG-J: 2
- LWG: 2
- WG Fläming: 2
- CDU: 12
- AfD: 12

Ergebnisse vergangener Kreistagswahlen
| Parteien und Wählergemeinschaften | Parteien und Wählergemeinschaften                   | Prozent 2024 | Sitze 2024 | Prozent 2019 | Sitze 2019 | Prozent 2014 | Sitze 2014 | Prozent 2007 | Sitze 2007 | Prozent 2004 | Sitze 2004 | Prozent 1999 | Sitze 1999 | Prozent 1994 |
| --------------------------------- | --------------------------------------------------- | ------------ | ---------- | ------------ | ---------- | ------------ | ---------- | ------------ | ---------- | ------------ | ---------- | ------------ | ---------- | ------------ |
| CDU                               | Christlich Demokratische Union Deutschlands         | 27,7         | 12         | 24,2         | 10         | 34,1         | 14         | 29,8         | 14         | 37,0         | 16         | 38,2         | 18         | 29,8         |
| SPD                               | Sozialdemokratische Partei Deutschlands             | 14,6         | 6          | 18,3         | 8          | 21,2         | 9          | 25,5         | 12         | 22,7         | 10         | 27,0         | 13         | 35,7         |
| AfD                               | Alternative für Deutschland                         | 28,8         | 12         | 14,6         | 6          | -            | -          | -            | -          | -            | -          | -            | -          | -            |
| LINKE                             | DIE LINKE                                           | 6,5          | 3          | 14,2         | 6          | 17,5         | 7          | 15,8         | 8          | 18,8         | 8          | 16,1         | 8          | 16,0         |
| GRÜNE                             | Bündnis 90/Die Grünen                               | 3,3          | 1          | 7,0          | 3          | 5,5          | 2          | 2,9          | 2          | 3,0          | 1          | 2,3          | 1          | 4,9          |
| FDP                               | Freie Demokratische Partei                          | 4,6          | 2          | 6,3          | 2          | 4,6          | 2          | 6,5          | 3          | 8,4          | 3          | 7,9          | 4          | 7,3          |
| FWG-J                             | Freie Wählergemeinschaft Jerichow                   | 4,7          | 2          | 6,0          | 3          | 4,4          | 2          | 2,5          | 1          | 1,7          | 1          | -            | -          | -            |
| WG Fläming                        | Wählergemeinschaft Fläming                          | 5,6          | 2          | 4,9          | 2          | 1,3          | 1          | -            | -          | -            | -          | -            | -          | -            |
| LWG                               | Ländliche Wählergemeinschaft Jerichower Land        | 3,6          | 2          | 2,7          | 1          | 2,5          | 1          | 2,6          | 1          | 4,2          | 2          | 4,0          | 2          | 3,9          |
| FWG Endert JL                     | Freie Wählergemeinschaft / Endert Jerichower Land   | -            | -          | 1,8          | 1          | 4,9          | 2          | 3,6          | 2          | -            | -          | -            | -          | -            |
| FW                                | FREIE WÄHLER                                        | -            | -          | -            | -          | 4,0          | 2          | -            | -          | -            | -          | -            | -          | -            |
| Aktiv JL                          | Aktiv für das Jerichower Land                       | -            | -          | -            | -          | -            | -          | 4,6          | 2          | -            | -          | -            | -          | -            |
| NPD                               | Nationaldemokratische Partei Deutschlands           | -            | -          | -            | -          | -            | -          | 2,3          | 1          | -            | -          | -            | -          | -            |
| FWG                               | Freie Wählergemeinschaft Burg                       | -            | -          | -            | -          | -            | -          | 1,6          | 1          | 2,9          | 1          | 1,5          | 1          | -            |
| Bildung                           | Initiative Schulbildung mit Zukunft Jerichower Land | -            | -          | -            | -          | -            | -          | 1,6          | 1          | -            | -          | -            | -          | -            |
| WASG                              | Wahlalternative Arbeit und Soziale Gerechtigkeit    | -            | -          | -            | -          | -            | -          | 0,6          | -          | -            | -          | -            | -          | -            |
| NEUES FORUM                       | Neues Forum                                         | -            | -          | -            | -          | -            | -          | -            | -          | -            | -          | 1,7          | 1          | 2,1          |
| WG AWV                            | Allgemeiner Wählerverein Genthin e. V.              | -            | -          | -            | -          | -            | -          | -            | -          | -            | -          | 0,8          | -          | -            |
| EB                                | Einzelbewerber                                      | -            | -          | -            | -          | -            | -          | -            | -          | 1,1          | -          | 0,5          | -          | -            |
| Sonstige                          | Sonstige                                            | 1,0          | -          | -            | -          | -            | -          | -            | -          | -            | -          | -            | -          | 0,3          |
| Gesamt                            | Gesamt                                              | 100          | 42         | 100          | 42         | 100          | 48         | 100          | 42         | 100          | 48         | 100          |            |              |
| Wahlbeteiligung                   | Wahlbeteiligung                                     | 54,2 %       | 54,2 %     | 48,1 %       | 48,1 %     | 36,3 %       | 36,3 %     | 42,8 %       | 42,8 %     | 49,5 %       | 49,5 %     | 67,4 %       |            |              |

- Die Linke ist bis 2004 als PDS angetreten.
- EB: Einzelbewerber 2004: Frank Endert; 1999: Roland Richter (0,2 %), Wolfgang Schulze (0,3 %).
- Die Ergebnisse der Wahlen 1994 bis 2004 beziehen sich auf den Gebietsstand vor 2007.
- Für die Wahl 1994 liegt keine Sitzverteilung vor.

Landrat ist seit 2014 der SPD-Politiker Steffen Burchhardt.
Von 1994 bis 2001 bekleidete Detlev Lehmann (SPD) das Amt des Landrates. 2001 wurde als erster PDS-Landrat Lothar Finzelberg gewählt. Er trat 2003 aus der PDS aus, wurde 2007 erneut gewählt und blieb Landrat bis 2014.

### Wappen
| | Blasonierung: „Gespalten von Blau und Silber, vorn ein silberner Pfahl, hinten ein schwarzer silbern konturierter und rotbewehrter Kranich.“ |
| Wappenbegründung: Die Farben des Landkreises sind Weiß und Blau. Der silberne Pfahl symbolisiert den Elbe-Havel-Kanal als wichtige Wasserstraße des Jerichower Landes und deutet gleichzeitig auf die Elbe als westliche Kreisgrenze hin. Der im Kreisgebiet beheimatete Kranich besiedelt jährlich die Elbauen und stellt somit ein Sinnbild für Landschaft und Natur dar. Das Wappen wurde dem gleichnamigen Altlandkreis am 12. September 1995 durch das Ministerium des Innern des Landes Sachsen-Anhalt genehmigt. Da der Landkreis zum 1. Juli 2007 formell aufgelöst und neu gegründet wurde, musste das Wappen erneut genehmigt werden, dies geschah am 5. Februar 2008. Der heraldische Kranich ist recht frei interpretiert und nicht in den natürlichen Farben des Tieres (grauer Körper, schwarze Beine und Schnabel) dargestellt. | |

Flagge des Jerichower Lands

Die Wappen der Verwaltungsgemeinschaften, Städte und Gemeinden des Landkreises finden sich in der Liste der Wappen im Landkreis Jerichower Land.

### Flagge
Die Flagge wurde am 3. April 2008 durch das Ministerium des Innern des Landes Sachsen-Anhalt genehmigt.
Die Flagge ist weiß-blau (1:1) gestreift (Querform: Streifen waagerecht verlaufend, Längsform: Streifen senkrecht verlaufend) und mittig mit dem Landkreiswappen belegt.

## Wirtschaft
Das Jerichower Land ist heute neben dem Saalekreis und dem Landkreis Börde einer der wirtschaftlich stärksten Landkreise von Sachsen-Anhalt. Zum einen profitiert der Landkreis durch seine Nähe zu Magdeburg. Zum anderen hat sich besonders im Raum Burg eine stetig wachsende Wirtschaft entwickelt. Ungeachtet dessen wird das Jerichower Land im Zukunftsatlas 2019 im Vergleich aller deutschen Kommunen auf Rang 399 von 401 gelistet.
Als Schwerpunkte sind zu nennen:
- Nahrungsmittelindustrie (Bsp.: Burger Knäcke[12] seit 2001 Brandt-Gruppe, LFD Holding, Wiesenhof)
- Stahlverarbeitung (Bsp.: Burger Walzwerk Seit 1. Januar 2009: Edelstahl Service Center Burg GmbH[13])
- Papierindustrie (Bsp.: Progroup[14])
- Möbelindustrie (Bsp.: Burger Küchen[15])

## Verkehr
Die Kreisstadt Burg wurde – ebenso wie Genthin – schon 1846 mit dem Bau der Bahnstrecke Berlin–Magdeburg durch die Berlin-Potsdam-Magdeburger Eisenbahngesellschaft an das Fernbahnnetz angeschlossen. Dieses Unternehmen eröffnete 1874 auch die Bahnstrecke Biederitz–Trebnitz, die sich in Biederitz mit der älteren vereinigte.
Die erste Nebenstrecke wurde von der Preußischen Staatsbahn 1892 erbaut und verlief von Biederitz über Möckern nach Loburg. Dort fand sie Anschluss an das ausgedehnte Schmalspurnetz der Kleinbahnen des Kreises Jerichow I, das 1896 von der Kreisstadt Burg ausgehend auf zwei parallelen Trassen, die sich in Magdeburgerforth vereinigten, nach Ziesar führte. Die Verbindung Groß Lübars–Loburg–Gommern folgte im Jahre 1903. Wegen des Truppenübungsplatzes in Altengrabow wurde die Trasse zur Staatsbahn nach Loburg als Dreischienengleis ausgebaut.
In Ziesar – jetzt zum Land Brandenburg gehörig – schloss sich an die Schmalspurbahnen das normalspurige Kleinbahnnetz der Genthiner Eisenbahn AG an, das aus mehreren selbständigen Betrieben zusammengewachsen ist. Den Kreis Jerichower Land betreffen folgende Teilstrecken (mit Eröffnungsjahr):
- 1899 Bahnstrecke Genthin–Schönhausen und Bahnstrecke Genthin–Milow
- 1912 Bahnstrecke Rogäsen–Karow
- 1917 Bahnstrecke Güsen–Ziesar
- 1924 Güsen–Jerichow

Damit waren Eisenbahnstrecken in einer Länge von rund 260 Kilometer im heutigen Kreisgebiet vorhanden; davon sind inzwischen über 160 Kilometer für den Personenverkehr stillgelegt worden:
| Jahr | Strecke                                 | Spurweite | Länge |
| ---- | --------------------------------------- | --------- | ----- |
| 1951 | Rogäsen–Karow                           | 1435 mm   | 2 km  |
| 1960 | Loburg–Kressow–Gommern                  | 750 mm    | 7 km  |
|      | Burg Klb–Magdeburgerforth–Ziesar Ost    | 750 mm    | 34 km |
| 1965 | Burg Zerbster Tor–Großlübars            | 750 mm    | 28 km |
|      | Altengrabow–Magdeburgerforth Bf         | 750 mm    | 6 km  |
| 1967 | Genthin–Kuxwinkel–Milow                 | 1435 mm   | 16 km |
|      | Loburg–Lübars–Altengrabow               | 1435 mm   | 7 km  |
| 1999 | Güsen–Jerichow                          | 1435 mm   | 21 km |
| 1999 | Güsen–Paplitz–Ziesar                    | 1435 mm   | 23 km |
|      | Genthin Klb–Jerichow–Schönhausen–Sandau | 1435 mm   | 20 km |

Die Kleinbahn und Kraftwerk Pretzien GmbH war eine Schmalspurbahn, die nur dem Güterverkehr diente.
Durch das Jerichower Land verlaufen außerdem die Bundesautobahn A 2 sowie die Bundesstraßen 1, 107, 184, 246 und 246a.

## Schutzgebiete

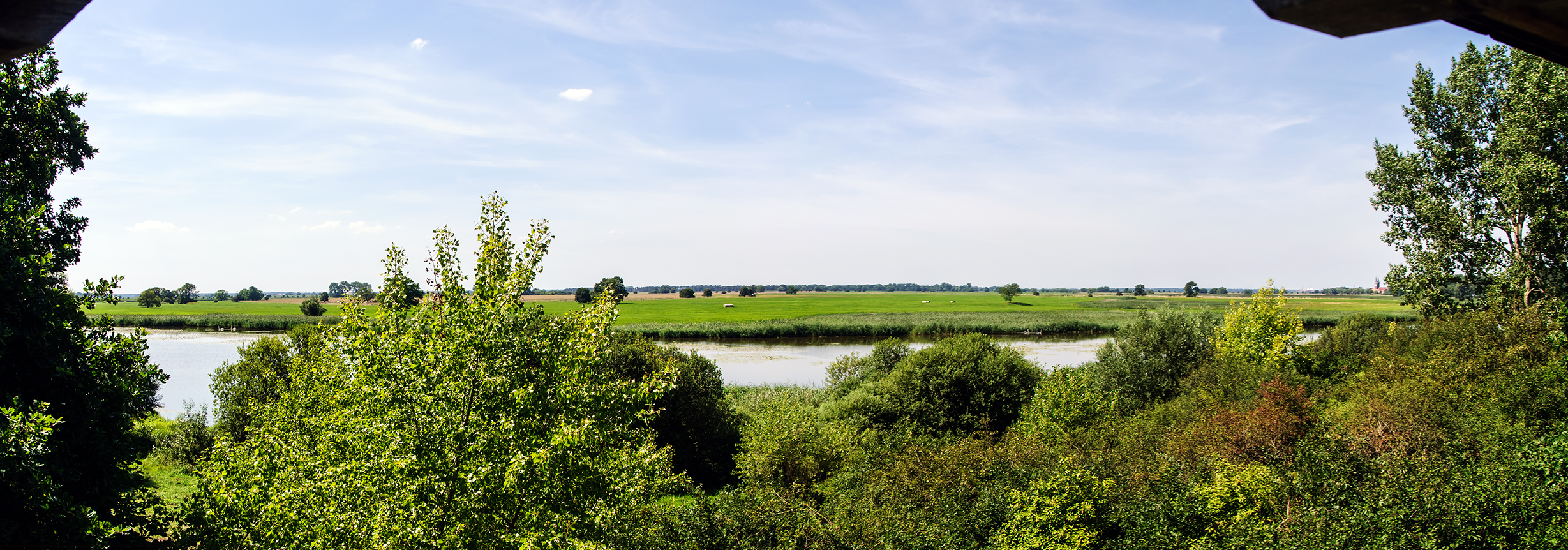
NSG Bucher Brack–Bölsdorfer Haken

Im Landkreis befinden sich neun ausgewiesene Naturschutzgebiete (Stand Juli 2022).
Des Weiteren liegen vier EU-Vogelschutzgebiete und acht Landschaftsschutzgebiete ganz oder teilweise im Kreisgebiet.

## Gemeinden
Einheitsgemeinden
(Städte sind fett hervorgehoben)
(* Sitz des Landkreises)
| Wappen | Gemeinde   | Einwohner (31. Dezember 2023) | Fläche in km² |
| ------ | ---------- | ----------------------------- | ------------- |
|        | Biederitz  | 8536                          | 39,36         |
|        | Burg*      | 22.414                        | 164,00        |
|        | Elbe-Parey | 6387                          | 108,83        |
|        | Genthin    | 13.578                        | 230,75        |
|        | Gommern    | 10.170                        | 159,98        |
|        | Jerichow   | 6588                          | 269,98        |
|        | Möckern    | 12.684                        | 524,10        |
|        | Möser      | 8338                          | 80,42         |

## Gebietsveränderungen
Seit 1995 fanden im Landkreis Jerichower Land viele Gebietsveränderungen statt.
Von den ursprünglich zehn Verwaltungsgemeinschaften besteht keine mehr. In der gleichen Zeit verringerte sich die Anzahl der Gemeinden auf acht.

### Änderungen bei Verwaltungsgemeinschaften
- Auflösung der Verwaltungsgemeinschaft Elbe-Parey – Bildung der Einheitsgemeinde Elbe-Parey aus den Mitgliedsgemeinden (1. September 2001)
- (Vorläufige) Auflösung der Verwaltungsgemeinschaft Genthin – Eingemeindung der Mitgliedsgemeinden in die Stadt Genthin, die (vorerst) zur Einheitsgemeinde wird (30. April 2002)
- Auflösung der Verwaltungsgemeinschaft Burg – Eingemeindung der Mitgliedsgemeinden in die Stadt Burg (1. Dezember 2002)
- Bildung der Verwaltungsgemeinschaft Möckern-Fläming aus den Verwaltungsgemeinschaften Möckern und Fläming-Fiener (ohne die Gemeinden Gladau, Paplitz und Tucheim) (1. Januar 2005)
- (Erneute) Bildung der VG Genthin aus den Gemeinden Gladau, Paplitz und Tucheim der aufgelösten VG Fläming-Fiener (1. Januar 2005)
- Bildung der Verwaltungsgemeinschaft Elbe-Stremme-Fiener aus den Verwaltungsgemeinschaften Jerichow und Stremme-Nordfiener (1. Januar 2005)
- Bildung der Verwaltungsgemeinschaft Biederitz-Möser aus den Verwaltungsgemeinschaften Biederitz (ohne die Gemeinden Menz, Nedlitz und Wahlitz) und Möser (1. Januar 2005)
- Auflösung der Verwaltungsgemeinschaft Gommern – Bildung der Stadt Gommern aus den Mitgliedsgemeinden und den Gemeinden Menz, Nedlitz und Wahlitz aus der aufgelösten VG Biederitz sowie den Gemeinden Dornburg, Ladeburg und Leitzkau aus dem Landkreis Anhalt-Zerbst (1. Januar 2005)
- Auflösung der VG Genthin – Eingliederung der Mitgliedsgemeinden in die Stadt Genthin, die zur Einheitsgemeinde wird (1. Juli 2009)
- Auflösung der Verwaltungsgemeinschaft Elbe-Stremme-Fiener (1. Januar 2010)
- Auflösung der Verwaltungsgemeinschaft Biederitz-Möser (1. Januar 2010)
- Auflösung der Verwaltungsgemeinschaft Möckern-Loburg-Fläming (1. September 2010)

### Änderungen auf Gemeindeebene

#### Gemeindeneugründungen
- Auflösung der Gemeinden Stadt Jerichow, Brettin, Demsin, Kade, Karow, Klitsche, Nielebock, Redekin, Roßdorf, Schlagenthin, Wulkow und Zabakuck – Neugründung der Stadt Jerichow (1. Januar 2010)
- Auflösung der Gemeinden Biederitz, Gerwisch, Gübs, Königsborn und Woltersdorf – Neugründung der Gemeinde Biederitz (1. Januar 2010)
- Auflösung der Gemeinden Hohenwarthe, Körbelitz, Lostau, Möser, Pietzpuhl und Schermen – Neugründung der Gemeinde Möser (1. Januar 2010)

#### Eingemeindungen
- Auflösung der Gemeinde Friedensau, Stegelitz und Wörmlitz – Eingemeindung nach Möckern (1. Januar 2002)
- Auflösung der Gemeinde Ihleburg – Eingemeindung nach Burg (25. Mai 2002)
- Auflösung der Gemeinde Lübars – Eingemeindung nach Möckern (1. Juli 2002)
- Auflösung der Gemeinde Mangelsdorf – Eingemeindung nach Jerichow (6. August 2002)
- Auflösung der Gemeinden Büden und Ziepel – Eingemeindung nach Möckern (1. Januar 2003)
- Auflösung der Gemeinde Hohenziatz – Eingemeindung nach Möckern (1. Januar 2004)
- Auflösung der Gemeinde Mützel – Eingemeindung nach Genthin (1. März 2004)
- Auflösung der Gemeinde Reesen – Eingemeindung nach Burg (1. Juli 2009)
- Auflösung der Gemeinde Loburg – Eingemeindung nach Möckern (1. Januar 2009)
- Auflösung der Gemeinden Magdeburgerforth und Reesdorf – Eingemeindung nach Möckern (1. Juli 2009)
- Auflösung der Gemeinden Drewitz, Grabow, Krüssau, Rietzel und Wüstenjerichow – Eingemeindung nach Möckern (1. Januar 2010)
- Auflösung der Gemeinde Stresow – Eingemeindung nach Möckern (1. September 2010)
- Auflösung der Gemeinde Schopsdorf – Eingemeindung nach Genthin (1. Juli 2012)

## Kfz-Kennzeichen
Am 1. Juli 1994 wurde dem Landkreis das Unterscheidungszeichen JL zugewiesen. Es wird durchgängig bis heute ausgegeben.
Bis etwa zum Jahr 2000 erhielten Fahrzeuge aus den Gebieten der ehemaligen Kreise Burg und Genthin jeweils besondere Erkennungsnummern:
| Gebiet           | Buchstaben | Zahlen    |
| ---------------- | ---------- | --------- |
| Altkreis Burg    | A bis N    | 1 bis 999 |
| Altkreis Burg    | AA bis NZ  | 1 bis 99  |
| Altkreis Genthin | P bis Z    | 1 bis 999 |
| Altkreis Genthin | PA bis ZZ  | 1 bis 99  |

Seit dem 29. November 2012 sind in Zusammenhang mit der Kennzeichenliberalisierung auch die Unterscheidungszeichen BRG (ehemals Landkreis Burg) und GNT (ehemals Landkreis Genthin) erhältlich.